# 朱寨
朱寨（1923年3月—2012年3月7日），原名朱鸿勋，男，山东平原人，中国社会科学院文学研究所研究员，中国社会科学院荣誉学部委员。